# Peroj
Peroj (italsky Peroi) je vesnice a přímořské letovisko v Chorvatsku v Istrijské župě, spadající pod opčinu města Vodnjan. Nachází se asi 4 km jihozápadně od Vodnjanu. V roce 2011 zde žilo 832 obyvatel, což je nárůst oproti roku 2001, kdy zde žilo 752 obyvatel.
Sousedními vesnicemi jsou Barbariga a Fažana, sousedním městem Vodnjan.